# Croton meissneri
Espèce
Croton meissneri est une espèce de plantes à fleurs du genre Croton et de la famille Euphorbiaceae présente au Mexique (Veracruz).
Il a pour synonyme :
- Oxydectes meissneri, (Müll.Arg.) Kuntze